# クリス・アントレー
クリス・アントレー（Chris Antley、1966年1月6日 - 2000年12月2日）はアメリカ合衆国の騎手である。

## 生涯
アメリカ合衆国フロリダ州フォートローダーデールで生まれ、サウスカロライナ州エローリー（en:Elloree, South Carolina）で育った。16歳でメリーランド州ボルチモアにあるピムリコ競馬場で騎手デビューを果たしヴァヤコンディネーロという馬で初勝利を挙げ、まもなくメリーランド州からニューヨーク州とニュージャージー州に拠点を変えると18歳となった1985年には469勝を挙げアメリカ合衆国の最多勝騎手に輝いた。
その後は薬物依存症のため入退院を繰り返すも1987年にはハロウィンの日（10月31日）に行われた競馬で1日9勝、1989年には64日間連続勝利などの新記録を作った。1990年にはカリフォルニア州に移動。1991年にはストライクザゴールドでケンタッキーダービーを優勝した。
1997年に引退するも1999年に復帰すると同年、ウェイン・ルーカス厩舎のカリズマティックでアメリカ三冠競走のケンタッキーダービーとプリークネスステークスを連勝し三冠の懸かったベルモントステークスに出走したがカリズマティックはゴール直前で故障、3着に入線した直後に馬から下りたクリスは痛みで苦しむカリズマティックを懸命になだめる様子は大きく報じられた。回復したカリズマティックはその後日本に輸入されている。
騎手以外には株式投資家としても知られ、アントマン・レポートという投資家会報も書いている。
2000年12月にカリフォルニア州パサデナの自宅で彼の遺体が発見された。死因は頭部に受けた外傷によるもので当初は殺人事件として捜査されたが、結局4種類の薬物を服用していたものによる事故死であると報じられた。騎手成績は19719戦3480勝、獲得賞金は92,261,894ドルだった。